# Ferdinand-Hestermann-Institut
Das Ferdinand-Hestermann-Institut war ein Institut für Sprach- und Kulturwissenschaft an der Friedrich-Schiller-Universität in Jena, aus dem der heute noch bestehende, europaweit einzigartige Masterstudiengang Kaukasiologie/Kaukasusstudien hervorgegangen ist.

## Geschichte
1961 gründete Gertrud Pätsch das Ferdinand-Hestermann-Institut als Neuaufbau des Instituts für Allgemeine Sprach- und Kulturwissenschaft, nachdem sie 1960 als Professor mit Lehrstuhl für Allgemeine Sprachwissenschaft unter besonderer Berücksichtigung kaukasischer Sprachen und kulturhistorischer Spezialprobleme an die Friedrich-Schiller-Universität nach Jena berufen worden war. Hervorgegangen ist das Institut aus dem Seminar für Allgemeine Sprach- und Kulturwissenschaft, das von 1949 bis 1950 von dem polyglotten Professor und katholischen Geistlichen Ferdinand Hestermann und seiner Assistentin Gertrud Pätsch geleitet worden war. Als Kernbereiche des Hestermann-Instituts etablierte Pätsch die Kaukasiologie und – in Zusammenarbeit mit Harry Spitzbardt – die Indonesienkunde in Jena. Nach der dritten Hochschulreform 1968 wurde das Institut aufgelöst und in die neugegründete, von Pätsch wesentlich mitkonzipierte, Sektion Sprachwissenschaft eingegliedert.

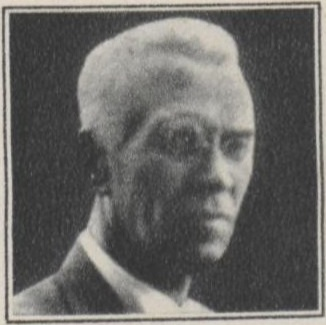
Ferdinand Hestermann

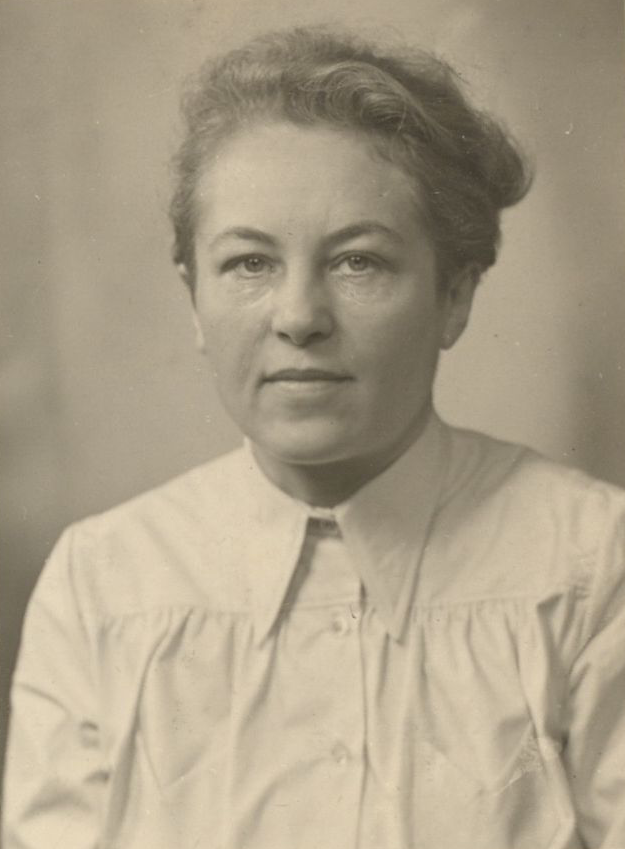
Gertrud Pätsch

Gertrud Pätsch, die 1937 an der Universität Münster bei Ferdinand Hestermann promoviert hatte und dessen wissenschaftliche Assistentin war, ehrte mit der Namensgebung für das Institut ihren Lehrer, der während der Zeit des Nationalsozialismus offen gegen die NS-Rassenlehre auftrat. Hestermann und Pätsch sind 1948 aus politischen Gründen gemeinsam von Münster in die Sowjetische Besatzungszone (SBZ) übergesiedelt. 
Als Methodik wurde am Hestermann-Institut die systembezogene Konfrontation betrieben, das heißt die Erforschung des Baus und der Gesetzmäßigkeit der Sprache durch Vergleiche der Sprachelemente sehr verschiedener, mitunter weit auseinander liegender Sprachen und Sprachgruppen in Hinsicht auf ihre gedanken- und begriffsbildende Funktion.

„...so darf man sich dabei nicht mehr auf eine nur englische, nur französische oder wie immer geartete Einschränkung der Betrachtungsweise beschränken. Nicht einmal die Grenzen der indogermanischen Sprachgruppe können heute noch respektiert werden, wenn es sich darum handelt, über die Erforschung von Lautgesetzen hinaus die gedanken- und begriffsbildende Funktion der Sprache zu erkennen. Denn erst aus dem Vergleich mit anderen Gruppen lassen sich syntaktische Gesetze und grammatische Formen, die uns durch Gewöhnung als einheitliches, selbstverständliches Ganzes erscheinen, erschließen als ein vielfach Zusammengesetztes, das uns einen überraschenden Blick tun läßt in das Denken vergangener Epochen, in denen diese Bildungen zustande kamen.“

### Kaukasiologie
Einen besonderen Stellenwert im Hestermann-Institut hatte die Kaukasiologie und insbesondere die Kartwelologie. Die Kartwelologie in der DDR war konzeptionell von Gertrud Pätschs bereits 1937 vorgelegter, im Fach Georgisch weltweit erster Dissertation Das Verbum Finitum in der altgeorgischen Übersetzung des Markus-Evangeliums eingeleitet worden. Im Laufe der Jahre entstand eine Reihe von Arbeiten, die sich vor allem mit dem Bau des georgischen Verbs und mit syntaktischen Problemen befassten. Die Untersuchungen schufen die Grundlage für die systembezogene Konfrontation.

„Es ist kein Zufall, dass die Sprachwissenschaft gerade in solchen Perioden, wo sie eine neue Orientierung in Methode und Theorie anstrebt, den Kartwelsprachen und besonders dem Georgischen ihr gesteigertes Interesse zuwendet. Unter den Kultursprachen mit alter Tradition gibt es kein zweites Idiom, das die Gewöhnung an die eigene Norm so stark zu erschüttern vermag und das die Neigung zu vorschnellen Verallgemeinerungen so gründlich in Frage stellt.“

1966 schlossen die Universität Jena und die Staatliche Universität Tiflis einen Partnerschaftsvertrag, der in einem weiteren Partnerschaftsvertrag von 1992 seine Fortsetzung fand. Heinz Fähnrich, von 1986 bis zum Jahr 2006 in Jena Inhaber des deutschlandweit einzigen Lehrstuhls für Kaukasiologie, hat am Hestermann-Institut studiert und war dort wissenschaftlicher Mitarbeiter.

### Indonesisch
Nach Aufnahme des Lehr- und Forschungsbetriebes im Jahr 1961 nahmen im Ferdinand-Hestermann-Institut, außer den Studenten der Universität Jena, auch Mitarbeiter des VEB Carl Zeiss Jena und Studenten der Ingenieursschule für Feinwerktechnik an der Ausbildung in Indonesienkunde, insbesondere an der Sprachausbildung teil. Das Institut hatte sich das Ziel gesetzt, die Fachleute aus der Praxis und die Studenten für Auslandsaufenthalte mit soliden Sprachkenntnissen auszurüsten.